# Коді Зеллер
Коді Аллен Зеллер (англ. Cody Allen Zeller, нар. 5 жовтня 1992, Вашингтон, Індіана, США) — американський професіональний баскетболіст, центровий і важкий форвард, останньою командою якого була «Портленд Трейл Блейзерс» з НБА. Брат баскетболістів Тайлера Зеллера та Люка Зеллера, племінник Ела Ебергарда.

## Ігрова кар'єра
На університетському рівні грав за команду Індіана (2011–2013). 
2013 року був обраний у першому раунді драфту НБА під загальним 4-м номером командою «Шарлотт Бобкетс». За підсумками свого дебютного сезону був включений до другої збірної новачків.
19 лютого 2016 провів найрезультативніший матч у кар'єрі, набравши 23 очки проти «Мілвокі Бакс».
25 лютого 2019 року оновив свій рекорд результативності, набравши 28 очок у матчі проти «Голден Стейт Ворріорз».
4 серпня 2021 року перейшов до складу «Портленд Трейл Блейзерс». 8 лютого 2022 року був відрахований з команди.

## Статистика виступів

### Регулярний сезон
| Сезон   | Команда                   | GP  | GS  | MPG  | FG%  | 3P%   | FT%  | RPG | APG | SPG | BPG | PPG  |
| ------- | ------------------------- | --- | --- | ---- | ---- | ----- | ---- | --- | --- | --- | --- | ---- |
| 2013–14 | Шарлотт                   | 82  | 3   | 17.3 | .426 | .000  | .730 | 4.3 | 1.1 | .5  | .5  | 6.0  |
| 2014–15 | Шарлотт                   | 62  | 45  | 24.0 | .461 | 1.000 | .774 | 5.8 | 1.6 | .5  | .8  | 7.6  |
| 2015–16 | Шарлотт                   | 73  | 60  | 24.3 | .529 | .100  | .754 | 6.2 | 1.0 | .8  | .9  | 8.7  |
| 2016–17 | Шарлотт                   | 62  | 58  | 27.8 | .571 | .000  | .679 | 6.5 | 1.6 | 1.0 | 1.0 | 10.3 |
| 2017–18 | Шарлотт                   | 33  | 0   | 19.0 | .545 | .667  | .718 | 5.4 | .9  | .4  | .6  | 7.1  |
| 2018–19 | Шарлотт                   | 49  | 47  | 25.4 | .551 | .273  | .787 | 6.8 | 2.1 | .8  | .8  | 10.1 |
| 2019–20 | Шарлотт                   | 58  | 39  | 23.1 | .524 | .240  | .682 | 7.1 | 1.5 | .7  | .4  | 11.1 |
| 2020–21 | Шарлотт                   | 48  | 21  | 20.9 | .559 | .143  | .714 | 6.8 | 1.8 | .6  | .4  | 9.4  |
| 2021–22 | «Портленд Трейл Блейзерс» | 27  | 0   | 13.1 | .567 | .000  | .776 | 4.6 | .8  | .3  | .2  | 5.2  |
| Кар'єра | Кар'єра                   | 494 | 273 | 22.2 | .520 | .221  | .731 | 6.0 | 1.4 | .6  | .6  | 8.5  |

### Плей-оф
| Сезон             | Команда           | GP | GS | MPG  | FG%  | 3P%  | FT%  | RPG | APG | SPG | BPG | PPG |
| ----------------- | ----------------- | -- | -- | ---- | ---- | ---- | ---- | --- | --- | --- | --- | --- |
| 2014              | Шарлотт           | 4  | 0  | 13.3 | .333 | .000 | .500 | 2.3 | .5  | .0  | .8  | 2.0 |
| 2016              | Шарлотт           | 7  | 2  | 19.6 | .553 | .000 | .810 | 5.3 | .3  | .1  | .4  | 8.4 |
| Усього за кар'єру | Усього за кар'єру | 11 | 2  | 17.3 | .511 | .000 | .760 | 4.2 | .4  | .1  | .5  | 6.1 |